# Човешко око
Човешките очи се намират в отделни очни кухини в черепа на човека, имат приблизително сферична форма с диаметър 24 мм. Всяко от тях се състои от очна ябълка и спомагателни приспособления: 6 външни очни мускула, с помощта на които очната ябълка се движи; сълзена жлеза, която отделя течност (сълзи) за почистване, овлажняване и предпазване на окото от дразнители; клепачи и мигли – за предпазване от механични и светлинни въздействия; нежна лигавица (конюнктива), покриваща видимата част на очната ябълка и вътрешната повърхност на клепачите.

## Устройство
Светлинните лъчи преминават през роговицата и зеницата и попадат във вътрешността на окото. По
граничните повърхности те се пречупват, но общо взето всички среди на окото действат като изпъкнала леща с фокусно разстояние около 17 мм.
Външната обвивка на окото се нарича склера. Тя е белезникава на цвят, твърда е и служи за запазване на сферичната му форма. В предната си част склерата преминава в роговица – прозрачна и по-изпъкнала в сравнение с останалата част от очната ябълка. През роговицата се вижда ирисът, в средата на който има отвор, наречен зеница. Ирисът има функцията на диафрагма и чрез свиване и разширяване на зеницата, регулира проникването на светлина в окото. Пространството между роговицата и ириса се нарича предна очна камера, а пространството между ириса и лещата — задна очна камера. Те са изпълнени с напълно прозрачна течност, наречена камерна вода, и се съобщават помежду си чрез зеницата. В средата окото е запълнено от т.нар. стъкловидно тяло. Между ириса и стъкловидното тяло е разположена очна леща, обвита от еластична капсула. Лещата е свързана със специални окачващи циниеви връзки. Формата на очната леща е много близка до обикновена стъклена леща. При фокусиране на окото за наблюдение на различна далечина тя променя изпъкналостта си, като по този начин променя и оптичната си сила. С увеличение на възрастта лещата се втвърдява и губи способността си да променя формата си.
В задната част на очната ябълка се намира ретината. Тя представлява розова мрежеста тъкан (това е и причината за т.нар. „червени очи“ при някои снимки – свелината на светкавицата се отразява в дъното на очите, т.е. в ретината). Ретината се състои от нервни клетки, които приемат светлинния сигнал и го насочват към зрителния център в мозъка. Тези клетки се делят на пръчици (около 130 милиона) и колбички (или конусчета, около 7 милиона). Срещу зеницата се намира централната ямичка на окото – в средата на т.нар. жълто петно, което е място на най-голяма концентрация на колбички. Това е мястото на най-добро директно виждане. Размерите му са около 2 х 0.9 mm. Извън това петно колбичките намаляват, а се увеличават пръчиците. Те са по-чувствителни към светлината, но по-нечувствителни по отношение на цветовете. С тях гледаме през нощта, а с колбичките през деня. Затова през нощта е по-трудно да се определят цветовете на обектите – всички котки са сиви. Това е и причината, когато гледаме през телескопа различни обекти от далечния космос те да не са така шарени, както по списанията и в интернет – тяхната светлина не е достатъчна за цветочувствителните колбички и те не реагират, а пръчиците, с които виждаме тези обекти са „слепи“ за цвета.
Пръчиците осъществяват и т.нар. периферно зрение – поради постоянната им активност колбичките в жълтото петно са „заслепени“, а и по-малко светлочувствителни и не виждат по-слабите обекти. Периферното зрение се използва много често при наблюдения с телескоп или при гледане с невъоръжено око.
От тези нервни клетки излизат зрителни влакна, които се събират в зрителния нерв, водещ към мозъка. Точно на това място се намира т.нар. сляпо петно – място нечувствително към светлината поради отсъствието на нервни клетки.
Роговицата, очната леща и камерната вода образуват оптичната система на окото. Чрез нея наблюдавания обект се проектира върху ретината.

## Адаптация на окото към светлината
Тази функция се изпълнява от зеницата. При силна светлина тя се свива максимално, за да ограничи количеството светлина, влизаща в окото. По този начин се предпазва ретината от повреждане. В зависимост от силата на светлината диаметърът на зеницата е между 2 и 7 – 8 mm, за среден диаметър при дневна светлина може да се приеме 4 mm. С възрастта възможността за промяна на размера на зеницата намалява. Когато свиването на зеницата не е достатъчно за регулиране на светлината се налага носенето на слънчеви очила, а при наблюдения на Слънцето и Луната – използването на специални тъмни филтри.
Но най-често за адаптация на очите говорим при нощни наблюдения. В този случай целта е зеницата да се отвори максимално, като по този начин ще позволи в окото да влезе максимално количество светлина. Затова, преди пристъпване към наблюдения е необходимо очите да се адаптират към тъмнината. В противен случай, колкото и да е добър телескопът, голяма част от наблюдаваните обекти няма да бъдат видени. Теоретически, адаптацията на очите продължава дори до цяло денонощие, но след 30-минутен престой на тъмно се счита, че окото е максимално адаптирано към тъмнина. За да улесните адаптацията е необходимо да избягвате гледането към ярки светлини. Такива светлини „ослепяват“ за известно време зрителните клетки, а в окото се запазват остатъчни образи на яркия обект. Погледнете към светеща крушка и после затворете очи – все още виждате жичката на крушката, нали? За относителното запазване на адаптацията при наблюдение се използват фенерчета, светещи със слаба червена светлина, към която окото е по-нечувствително. В случая зрителните клетки разделят действието си – червената светлина се възприема от колбичките, а пръчиците са нечувствителни към нея. Тях ги използваме за наблюдението на слабите обекти в окуляра, които са невидими за колбичките. С размера на зеницата е обвързано и минималното допустимо увеличение на телескопа.